# Noto (poloostrov)

Poloostrov na mapě Japonska

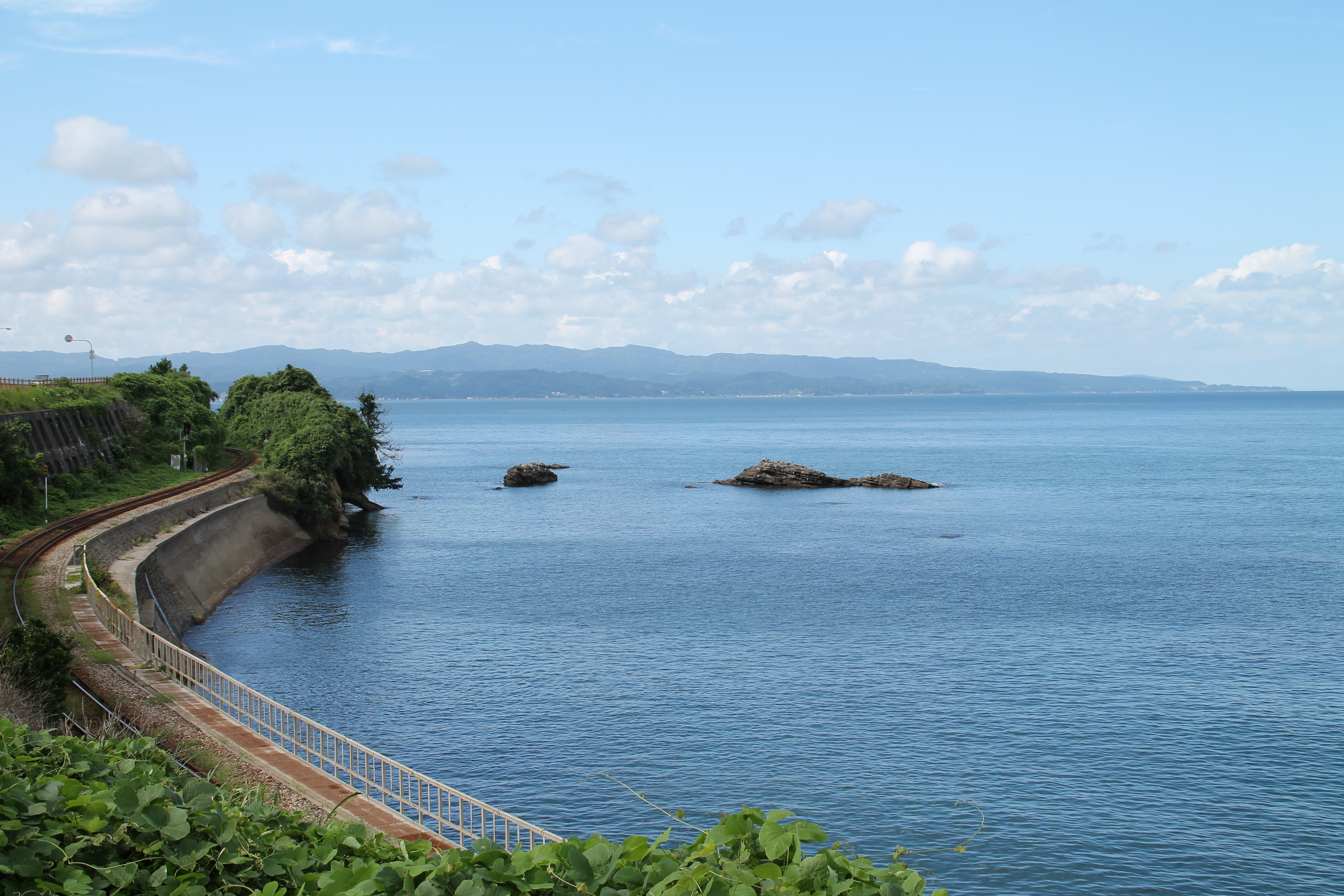
Pobřeží poloostrova

Noto (能登半島, Noto hantó) je poloostrov, nacházející se v japonských prefekturách Išikawa a Tojama. Tvoří protáhlý výběžek ostrova Honšú směřující na sever do Japonského moře, jehož špička se stáčí k východu a uzavírá tak Tojamský záliv. Název Noto pochází z ainštiny.
Poloostrov je dlouhý 80 km a široký okolo 30 km. Dělí se na tři části: Kuči Noto na jihu, Naka Noto ve středu a Oku Noto, která je nejvzdálenější od zbytku ostrova Honšú. Největším městem je Wadžima. Povrch poloostrova je kopcovitý a pobřeží je tvořeno četnými útesy, nejvyšším vrcholem je Hodacu (637 m n. m.). Poloostrov je díky své odlehlosti jen minimálně zasažen moderní civilizací, obyvatelé se živí převážně pěstováním rýže a sladkých brambor, rybolovem (místní specialitou je kranas japonský, zvaný buri), sběrem krabů a ústřic nebo uměleckými řemesly (výroba předmětů z lakovaného dřeva). Rozšířená je turistika, nejčastěji navštěvovanými místy jsou onsen Wakura a šintóistická svatyně Keta ve městě Hakui. Část poloostrova byla vyhlášena chráněnou přírodní oblastí.
V březnu 2007 poloostrov zasáhlo zemětřesení o síle 6,9 stupně Richterovy škály.